# SS Princess Victoria
El Princess Victoria fue un barco de pasajeros de lujo construido en 1902 y operado por la Canadian Pacific Railway. Posteriormente, se convirtió en un granelero de petróleo con el nombre de Tahsis Nº 3, pero chocó contra una roca y se hundió el 10 de marzo de 1953.

## Historia

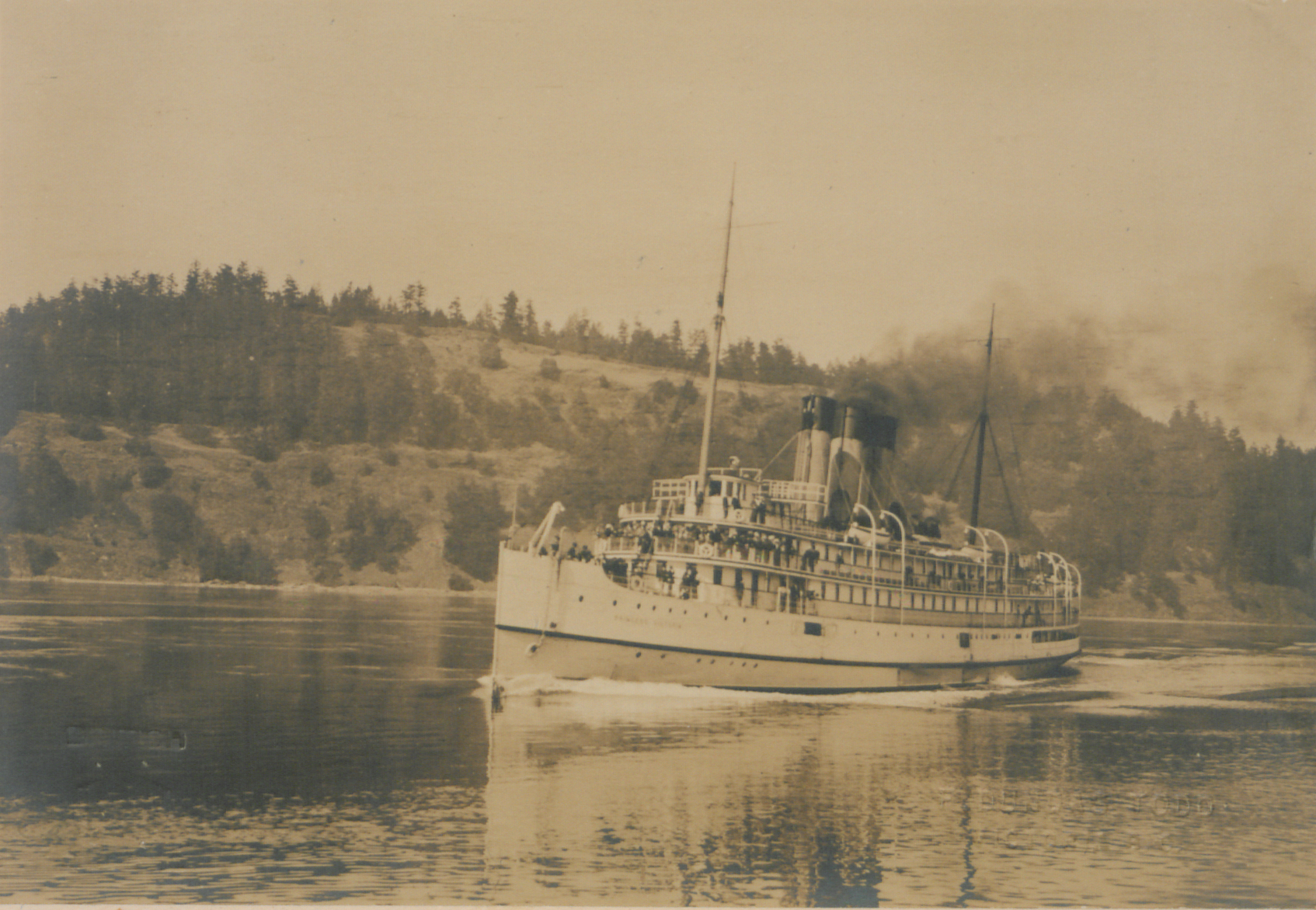
El Princess Victoria en 1911.

El Princess Victoria fue construido en Wallsend, Newcastle upon Tyne, Inglaterra, por los astilleros de CS Swan & Hunter Company. Tenía 300 pies (91 m) de largo, con una manga de 40,5 pies, 1.943 toneladas de registro bruto y tres chimeneas. Bautizado el 18 de noviembre de 1902, llegó a Victoria, Columbia Británica, el 28 de marzo de 1903. Si bien el barco quemaba carbón cuando se construyó, el Princess Victoria se convirtió a combustible de petróleo en 1912. Durante su tiempo en Victoria, el Princess Victoria realizó rutas entre Victoria, Vancouver y Seattle.
El Princess Victoria estuvo involucrado en un accidente importante el 26 de agosto de 1914, cuando embistió y hundió al SS Admiral Sampson en Puget Sound durante una densa niebla.

### Hundimiento

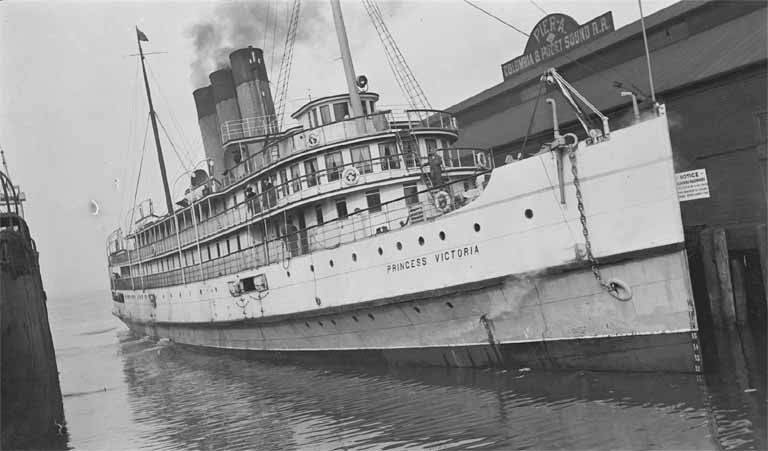
El Princess Victoria en 1912.

El Princess Victoria, que estaba en desuso en 1950, fue vendido a Tahsis & Company de Vancouver en noviembre de 1951 y convertido en un granelero de petróleo llamado Tahsis Nº 3. Poco después de la conversión, el barco chocó contra una roca el 10 de marzo de 1953 y se hundió en Welcome Pass, un estrecho pasaje al norte de Vancouver, Columbia Británica.
Después de su hundimiento, fue desguazado en Victoria Capital Iron Works y su sala de máquinas, telégrafo y dirección fueron reutilizados para el MV Uchuck III, que todavía funciona hoy en día.